# Gábor Szetey
Gábor Szetey (sinh ngày 6 tháng 1 năm 1968) là một cựu chính khách người Hungary và là cựu Bộ trưởng Ngoại giao về Nguồn nhân lực trong chính phủ Gyurcsány, ông đã giữ một vai trò từ tháng 7 năm 2006 đến tháng 4 năm 2009. Ông là thành viên chính phủ Hungary đồng tính công khai đầu tiên. Ông hiện đang sống ở Tây Ban Nha.

## Đời tư
Szetey công khai mình là người đồng tính tại đêm khai mạc Liên hoan phim đồng tính nam và nữ ở Budapest, ngày 6 tháng 7 năm 2007. Ông là thành viên LGBT đầu tiên của chính phủ ở Hungary, và là chính khách thứ hai công khai, sau Klára Ungár. Szetey công khai ở cuối bài phát biểu về bình đẳng và lòng khoan dung:
| “ | Khi chúng ta có thể tự hào là người Hungary, Rumani, Do Thái, Công giáo, đồng tính hay thẳng... Nếu chúng ta có thể tự hào về sự khác biệt của mình, chúng ta sẽ tự hào về những điểm tương đồng của mình. Tôi tin vào Chúa. Và tôi tin rằng tất cả đàn ông và phụ nữ đều có quyền yêu và được yêu. Mọi nơi. Tình yêu không có tiệc tùng. Hạnh phúc hay chọn bạn đời cũng vậy. Vì vậy: Tôi là Gábor Szetey. Tôi là người châu Âu và người Hungary. Tôi tin vào Chúa, tình yêu, tự do và bình đẳng. Tôi là Bộ trưởng Nguồn nhân lực của Chính phủ Cộng hòa Hungary. Chuyên gia kinh tế và giám đốc nhân sự. Đối tác, bạn bè, đôi khi là đối thủ. Và tôi là gay. | ” |

Trong số các cử tọa có Klára Dobrev, vợ của Thủ tướng Ferenc Gyurcsány, cũng như bốn thành viên khác trong nội các Hungary. Thủ tướng ủng hộ Szetey trên blog của mình và kêu gọi tranh luận công khai về các mối quan hệ đồng giới ở Hungary. Hungary hiện đang công nhận đăng ký chung sống dân sự đồng giới. Sau khi ông Szetey công khai, Nghị viện đã thông qua Đạo luật Liên minh Đăng ký Chung sống Dân sự, có hiệu lực từ ngày 1 tháng 1 năm 2009.
Trong một cuộc phỏng vấn sau đó, Szetey tuyên bố:
| “ | Có một nhóm nhỏ nhưng lên tiếng là những người cực đoan cánh hữu đang có ý định xúc phạm mọi người... Theo một cuộc khảo sát, 51% người được hỏi cho rằng bài phát biểu của tôi là can đảm và nó sẽ cải thiện tình hình cho người đồng tính. Thật kỳ lạ khi những người bảo thủ, những người rất coi trọng việc các quốc gia láng giềng trao cho các dân tộc thiểu số Hungary quyền bình đẳng, lại không thể quan tâm đến quyền bình đẳng ở đất nước của họ. | ” |